# Etiopska visoravan
Etiopska visoravan (stariji naziv Abesinsko visočje) je veliki plato ispresjecan planinskim masivima koji se proteže u obliku slova L od Eritreje, Etiopije, do sjeverne Somalije i Roga Afrike. Etiopska visoravan tvori najviši i najveći plato na cijelom Afričkom kontinentu, kojem visina rijetko pada ispod 1500 m, a planinski visovi se uzdižu do 4550 m. 
Zbog toga Etiopsku visoravan često zovu Krov Afrike zbog svoje veličine i visine. Ponekad ovu visoravan zovu Eritrejska visoravan ili Eritrejsko gorje.

## Zemljopisne osobine
Visoravan je podijeljena Velikom rasjednom dolinom (Great Rift Valley) na sjeverozapadni i jugoistočni dio, na kojem se nalaze brojna slana jezera. 
Sjeverozapadni dio prostire se kroz etiopske regije; Tigraj i Amhara, u njemu se nalazi Nacionalni park Semien sa Semienskim gorjem na kojem je najviši vrh Etiopije - Ras Dashan (4550 m). Tu se na sjeverozapadnom dijelu, nalazi i jezero Tana, izvor Plavog Nila.
Na jugoistočnom dijelu visoravni, najviši vrhovi nalaze se u zoni Bale u etiopskoj regiji Oromiji, to su Bale u Nacionalnom parku Bali, i gotovo su jednako visoke kao one u gorju Semienu, s vrhovima iznad 4000 m, kao što je Tulu Demtu (sa svojih 4337 m, to je drugi najviši vrh u Etiopiji) i Batu (4307 m).

## Geološke karakteristike
Etiopska visoravan počela se uzdizati prije 75 milijuna godina, kad je magma iz zemljine utrobe uzdignula široku kupolu drevnih afričkih stijena (afrički kraton). Tad je nastala i Velika rasjedna dolina koja je podijelila plato Etiopske visoravni na tri dijela, i odvojila Južnoarapsko gorje Arapskog poluotoka koje je geološki dio drevnog etiopskog gorja, rasjedom koji je ispunilo Crveno more i Adenski zaljev i odvojio Afriku od Arabije

## Eko sustav visoravni
Budući da je Etiopska visoravan, u neposrednoj blizini ekvatora, to daje čitavoj visoravni neočekivano umjerenu klimu. Kako je plato ulančan visokim planinama, one služe kao barijera za monsunske vjetrovi s Indijskog oceana, za vrijeme sezone kiša, od lipnja do sredine rujna. 
Ove jake kiše uzrokovale su ljetne poplave Nila, fenomen koji je za antike zbunjivao Grke.
Etiopska visoravan ima sličnu floru i faunu poput ostalih planinskih područja Afrike, a to je osebujna flora i fauna poznata kao afroplaninska.

## Vanjske poveznice
- Etiopske gorske šume (World Wildlife Fund) (engl.)
- Etiopske gorski travnjaci i šume (World Wildlife Fund) (engl.)
- Etiopska gorska vrijesišta (World Wildlife Fund) (engl.)
- Program zaštite etiopskog vuka (engl.)